# Walibi's Fun Recorder
Walibi's Fun Recorder is een attractie in familiepretpark Walibi Holland in Biddinghuizen.

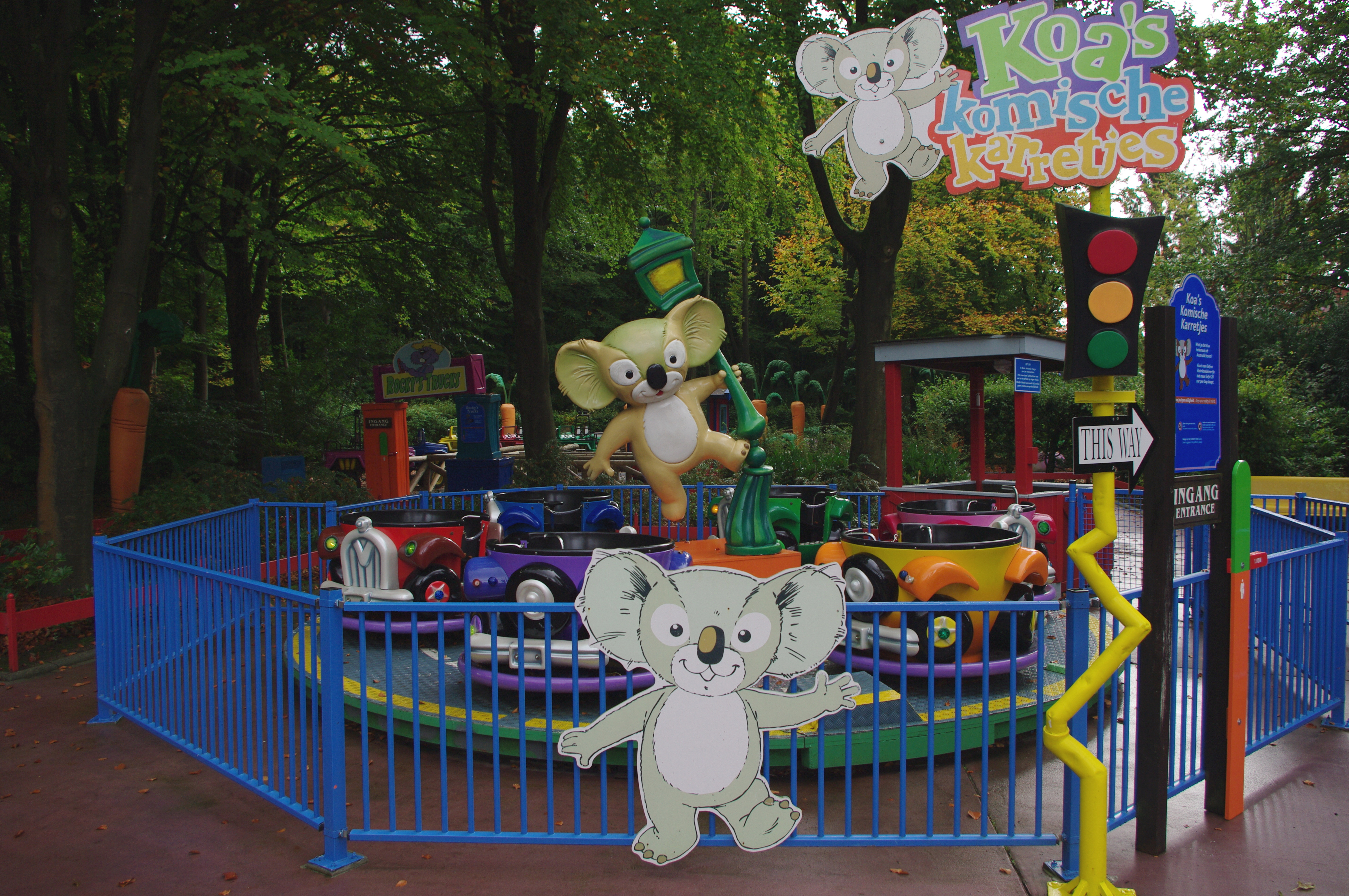
Koa's Komische Karretjes

Walibi's Fun Recorder is gebouwd in 2000, maakt deel uit van Walibi Playland en ligt centraal in dit themagedeelte. De attractie is gebouwd door SBF Visa en is een theekopjesattractie, maar is niet gethematiseerd als theekopjes, maar als autoweg, met daarop ronde autootjes.
Afbeeldingen · Lijst van attracties